# 呂公車
呂公車，是古中國的攻城武器，如一幢可活動的碉堡，高過城橋，每一層內都藏有若干士兵。當接近城牆之後，車內士兵即居高臨下躍上城頭，進行攻殺，類似簡化的攻城塔。
《续资治通鉴·元顺帝至正十九年》：“秋九月，常遇春進兵攻衢州，建奉天旗，樹柵圍其六門，造吕公车、仙人桥、长木梯、懒龙爪，拥至城下，高与城齐，欲阶之以登。”
《明史·朱燮元传》：“数千人拥物如舟，高丈许，长五十丈，楼数重，牛革蔽左右，置板如平地。一人披髮仗剑，上载羽旗，中数百人挟机弩毒矢，旁翼两云楼，曳以牛、俯瞰城中。城中人皆哭。 燮元曰：『此吕公车也。』。” 
1621年，明熹宗派朱燮元守备成都，平息四川永宁宣抚使奢崇明的奢安之亂。当时，彝族军使用吕公车。朱燮元立即命令架设巨型石砲，以千钓石弹轰击车体，又用大砲击牛，牛回身奔跑，呂公车顿时乱了阵脚，自顾不暇。